# Diario di una segreta simmetria, Sabina Spielrein tra Jung e Freud
Diario di una segreta simmetria, Sabina Spielrein tra Jung e Freud è un saggio dello psicoanalista Aldo Carotenuto, pubblicato per la prima volta nel 1980 e ampliato in una seconda edizione nel 1999.
Il titolo fa riferimento alla simmetria dell'evoluzione della relazione tra Sabina Spielrein e Carl Gustav Jung, che Carotenuto ha ricostruito dopo il ritrovamento nel 1977 dell'epistolario tra Sabina Spielrein, Carl Gustav Jung e Sigmund Freud, e del diario della stessa Spielrein.

## Contesto
Aldo Carotenuto scrive nel 1976 Senso e contenuto della psicologia analitica, un resoconto delle sue lezioni all'Istituto di Psicologia Dell'Università di Roma che espone le linee fondamentali del pensiero di Carl Gustav Jung. Nella sua ricerca analitica su Jung, Carotenuto trova di particolare interesse i documenti contenenti l'epistolario tra Jung e Freud, la cui scoperta risale al 1955. Carotenuto incontra la menzione al caso Sabina Spielrein, una paziente russa curata da Jung, nella quarta lettera che egli scrive a Freud ma i dati non gli permettono di avere un'idea sul ruolo di Sabina Spielrein nell'evoluzione professionale di Jung. Il libro viene comunque pubblicato nel 1977. 
Nell'ottobre dello stesso anno al Palazzo Wilson di Ginevra vengono rinvenute delle lettere contenenti gli scambi epistolari tra Jung, Freud e Sabina Spielrein. Carotenuto attraverso i documenti ricostruisce la vita di Sabina Spielrein. 
Sabina Spielrein nasce a Rostov sul Don nel 1885 e viene curata da Jung al Burghölzli Hospital di Zurigo nel 1904. Una volta guarita, nel 1905, si iscrive alla facoltà di medicina e si laurea scrivendo una tesi sulla schizofrenia. Mostra un interesse per la psicoanalisi e diventa psicoanalista nell'Associazione Psicoanalitica di Freud, dando un contributo fondamentale al concetto di istinto di morte. 
Lo scopo di Carotenuto è sottolineare come l'incontro di Jung con Sabina Spielrein abbia condizionato l'evoluzione del pensiero junghiano e portato alla teoria junghiana sull'inconscio: per Jung, l'inconscio ha il potere di determinare il destino.

## Diario di una segreta simmetria

### Un caso difficile
Lo scambio epistolare tra Jung e Freud inizia nel 1906, quando Jung ha 31 anni. Jung lavora al Burghölzli Hospital di Zurigo da sei anni quando inizia la sua corrispondenza con Freud. 
L'argomento delle prime lettere sono dei sogni che Jung chiede a Freud di interpretare. Nell'ottobre dello stesso anno, Jung presenta a Freud il caso di Sabina Spielrein, una studentessa che mostra una sintomatologia psicotica consistente in movimenti quali: tenere nascosta la testa e mostrare la lingua ad ogni contatto con l'altro. 
Jung collabora con Freud nella risoluzione del caso di Sabina Spielrein, fino a che comincia a delinearsi un divario, le cui origini sono legate a una inconciliabilità di pensiero: ambedue ammettono l'esistenza e l'importanza dell'inconscio dell'individuo ma nell'elaborare la teoria sull'inconscio, le loro opinioni divergono sulla eziologia dei suoi meccanismi. 
Carotenuto tuttavia sostiene che la causa del loro distacco sia anche la natura del rapporto tra Jung con Sabina Spielrein. 

### Il mondo di una bambina
Sabina Spielrein nasce il 7 novembre 1885. Dall'età di tre anni comincia ad avere allucinazioni e presentare disfunzioni comportamentali, in particolare legate alla defecazione, che nel comportamento di Sabina sostituisce la pratica masturbatoria. Dai sette anni Sabina introduce la pratica della masturbazione, che segue agli episodi di violenza del padre: le mani del padre assumono in Sabina una valenza sessuale. A diciotto anni, Sabina è incapace di interagire con le persone e soffre di episodi depressivi che si alternano ad episodi in cui urla e grida.
Nel 17 agosto 1904, all'età di diciannove anni, Sabina viene ospedalizzata al Burghölzli Hospital di Zurigo, nel quale Jung esercita la professione di terapeuta. La diagnosi che Jung fa è di isteria psicotica. 
Sabina nei primi colloqui presenta una sintomatologia basata su impulsività, umore altalenante e tic nervosi; lamenta inoltre una forte emicrania. 
Dai racconti di Sabina emergono le violenze subite dal padre, e la componente patologica dell'eccitazione sessuale di Sabina che seguiva le punizioni corporali. Jung riscontra la ricerca della coercizione anche nel rapporto che Sabina ha con la figura del terapeuta. 
La cura di Jung è risolutiva e Sabina migliora, fino a completa guarigione. Nel 1905 Sabina è dimessa dal Burghölzli Hospital. 
Nella prima lettera riguardante il caso Spielrein che Jung manda a Freud il 23 ottobre 1906, egli scrive di aver applicato il metodo freudiano per la cura di una paziente isterica. La spiegazione freudiana dell'isteria è la rimozione di traumi infantili da parte dell'individuo, molti dei quali concernono la sessualità. 

### Psicologia e reificazione
Da adulta Sabina Spielren diventa una psicoanalista, concentrandosi su lavori riguardanti l'interpretazione della schizofrenia e lo studio dell'istinto di morte. 
Sabina Spielrein affronta la schizofrenia da un punto di vista meta-psicologico, allineando il pensiero schizofrenico al pensiero mitologico. Per Sabina la schizofrenia non equivale all'isolamento dal mondo, ma è un modo particolare dell'individuo schizofrenico di esprimersi e di intendere il mondo.
Nel 1911 illustra, in una conferenza a cui partecipano i maggiori esponenti della psicoanalisi, le sue idee sull'istinto di morte, in particolare l'idea della resistenza alla sessualità causata dall'istinto distruttivo dell'individuo. Da queste idee nasce uno dei primi lavori di Sabina Spielrein come psicoanalista: La distruzione come causa della nascita, dove presenta l'istinto distruttivo come fondamentale affinché nell'individuo avvenga una rinascita. Il concetto di istinto di morte si ritrova nella schizofrenia: nell'individuo schizofrenico si riscontra la sensazione di distruzione e perdita del mondo.

### La dedizione
Carotenuto afferma che il successo di Jung con Sabina è l'estrema dedizione riservata ai suoi pazienti e alla loro guarigione. E la sua sensibilità femminile lo porta ad essere attratto dai casi di pazienti isteriche, come quello di Sabina Spielrein. 
La dedizione di Jung diventa, nel caso Spielrein, un controtransfert: Jung si innamora, ricambiato, di Sabina Spielrein. Quindi il rapporto di Sabina Spielrein e Jung si articola in una dinamica di transfert e controtransfert psicotico. Il termine "psicotico" deriva dal fatto che l'analista non è cosciente del proprio amore per la paziente. 
Freud descrive l'amore come sentimento come "problema transferenziale", e teorizza l'amore di traslazione proprio sulla base del rapporto tra Sabina e Jung scrivendo nel 1914 Osservazioni sull'amore di traslazione.

### Lo scandalo
Il 7 marzo 1909, Jung scrive a Freud una lettera in cui fa riferimento ad un ritorsione di Sabina in seguito al suo rifiuto di donarle un figlio, che lei avrebbe voluto chiamare Sigfrido e che sarebbe stato simbolo dell'unione tra la razza ebrea di Freud e Sabina e quella ariana di Jung. 
Lo scandalo che segue è causato dalla moglie di Jung che informa la famiglia di Sabina, tramite una lettera anonima, della relazione di natura amorosa nata tra Sabina e Jung. Questo porta Sabina a lasciare definitivamente il Burghölzli Hospital nel 1908.
Il rapporto tra Sabina e Jung continua negli anni successivi. Nel 1909 si ha un distacco emotivo di Jung da Sabina che causa la definitiva rottura del loro rapporto amoroso.

### Il tradimento
Il 30 maggio 1909 Sabina manda una lettera a Freud informandolo della relazione amorosa tra lei e Jung, che Jung aveva omesso quando aveva presentato a Freud il caso di Sabina Spielrein. 
Nelle sue Osservazioni sull'amore di traslazione Freud biasima Jung togliendo la responsabilità del controtransfert a Sabina, incolpando Jung del suo amore per Sabina. Sabina smette di essere la figura che ha indotto Jung in tentazione e Freud le rimprovera soltanto un "attaccamento nevrotico" alla speranza di concepire un figlio maschio con Jung. 
I rapporti tra Freud e Jung sono compromessi. Il 20 gennaio 1913, Freud scrive a Sabina:
"Il mio rapporto personale con il suo eroe germanico è andato definitivamente in rovina. Si è comportato troppo male, il mio giudizio su di lui è cambiato molto da quando ricevetti da Lei la prima lettera". 
Sabina tenta una mediazione tra Freud e Jung, scrivendo a Freud: 
"Lei, signor Professore, e lui [Jung], non sapete affatto di essere legati molto più intimamente di quanto si possa pensare". 
Sabina intanto instaura con Jung un rapporto di tipo professionale. Jung scrive 29 lettere a Sabina negli anni tra il 1910 e il 1919.

### La crescita
Nelle sue lettere a Sabina, Jung scrive di voler avere un rapporto alla pari con Freud e di non ricercare più in Freud una figura paterna. Sono già gli anni della rottura tra Jung e Freud. Sabina risponde a Jung: 
"Abbia il coraggio di riconoscere Freud in tutta la sua grandezza, anche se Lei non dovesse essere d'accordo con tutto ciò che dice, anche se dovesse cedere a lui gran parte dei Suoi propri meriti. Solo allora Lei sarà del tutto libero e solo allora lei sarà il più grande". 
La visione di Sabina cambia: Jung non la considera più una ex paziente per la quale ha dei sentimenti ma la figura di reificazione delle sue istanze profonde. In una delle sue ultime lettere a Sabina, Jung spiega perché non realizzarono mai il loro amore attribuendolo al fatto che nel loro amore la dimensione interiore li avrebbe portati ad essere travolti dall'inconscio.

### I lavori scientifici
Il primo lavoro scientifico di Sabina Spielrein risale al 1911, quando scrive la sua tesi di laurea in medicina dal titolo Il contenuto psicologico di un caso di schizofrenia. Nel 1912 pubblica il saggio La distruzione come causa della nascita e nello stesso anno pubblica un articolo dal titolo Contributi alla conoscenza della psiche infantile. Nel 1913 scrive una serie di interventi dai titoli: Amore Materno, Il sognare inconscio del Duello di Kuprin, Autosoddisfacimento nella simbolica del piede, Il sogno del Padre Freudenreich e La suocera. Dal 1913 ogni riferimento a Jung nei suoi lavori scompare. 
Nel 1922 su Imago viene pubblicata una relazione dal titolo Considerazioni sui vari stadi dello sviluppo linguistico. L'origine delle parole infantili mamma e papà, in cui precorre gli studi di Melanie Klein sull'importanza della suzione nel bambino. 
Al settimo Congresso Internazionale di Psicoanalisi del 1922, Sabina presenta una relazione sul tempo subliminale. 
Nel 1923 fa uno studio dal titolo Alcune analogie fra il pensiero del bambino, quello dell'afasico e il pensiero inconscio portando come soggetto di studio sperimentale sua figlia Renata, e conclude che il pensiero del bambino non ha una direzione unica. 
Nell'autunno del 1923 torna in Russia, la sua madrepatria, venendo accolta nell'Associazione psicoanalitica russa.

### Il ritorno
Sabina Spielrein torna in Russia con lo scopo di portarvi e farvi maturare il pensiero psicoanalitico. La psicoanalisi in Russia non ha grande diffusione, anche se alcuni intellettuali russi se ne interessano e fondano nel 1909 una rivista a carattere psicoanalitico intitolata Psicoterapia. 
La controparte, un gruppo di intellettuali e medici russi, ridicolizza la psicoanalisi e in particolare le teorie freudiane. 
Quando Sabina Spielrein torna in Russia, nella sua città natale, Rostov sul Don, esistono già lavori psicoanalitici quali Tre saggi sulla teoria sessuale, Cinque lezioni sulla psicoanalisi e L'interpretazione dei sogni. 
Nel 1911, prima di Sabina, torna in Russia un'altra esponente femminile della psicoanalisi, Tatiana Rosenthal, una studiosa che teorizza un connubio scientifico tra le teorie Marx e Freud e si fa portavoce degli insegnamenti di Freud in Russia. Se la psicoanalisi si sviluppa a Pietroburgo è grazie all'attività di diffusione delle teorie psicoanalitiche da parte di Tatania Rosenthal. 
Del connubio tra Marx e Freud fu esponente nel 1925 anche Lurija, che poi si distaccò completamente dalle idee psicoanalitiche per motivi politici, in seguito alle purghe staliniane. 
Dopo la rivoluzione russa, nel 1919, viene fondato un istituto di ricerca sulla patologia cerebrale che utilizza metodi psicoanalitici. E nel 1921 Wulff e Peter Ermakov fondano ufficialmente a Mosca la Società Psicoanalitica Russa, con tre indirizzi: pedagogico, medico e artistico-pedagogico. 
Nello stesso anno nasce l'esperimento dell'asilo psicoanalitico di Mosca: la Casa dei Bambini. L'asilo psicoanalitico viene chiuso pochi mesi dopo dalle autorità, a causa delle sue posizioni antitetiche rispetto al bolscevismo. 

### La fine
Con l'avvento del regime stalinista, la psicoanalisi diventa una pratica illegale.

### Il sogno infranto
In questo capitolo si affronta l'ultimo punto di discussione di Carotenuto: il figlio che Sabina avrebbe voluto avere da Jung, Sigfrido.
Il nome deriva dal personaggio della Saga dei Nibelunghi, a cui Sabina e Jung erano appassionati. 
Jung parla della fantasia di Sigfrido in una lettera a Freud del 6 luglio 1907. Per Sabina, Sigfrido è l'eroe che può riscattare la sua sofferenza: nella sua figura Sabina trova l'idea di libertà, una condizione di cui sentì di essere sempre privata. 
Tra Sabina Spielrein, Jung e Freud si delinea un dibattito circa la figura di Sigfrido, che Freud e Jung definiscono rispettivamente "appagamento di un desiderio" e "fantasia creativa". Per Sabina Spielrein, la figura di Sigfrido è centrale nel suo lavoro come psicoanalista. 
Quando nasce la figlia di Sabina, Freud considera eliminato il pericolo di concretizzazione della figura di Sigfrido in un figlio maschio. In realtà Sabina abbandona la fantasia di Sigfrido già dopo la rottura amorosa con Jung, e sublima le figura di Sigfrido e Jung con sua figlia Renata e il marito. 
Ciononostante Sigfrido non scompare mai dalla mente di Sabina perché la sua scomparsa "sarebbe la morte di Sabina stessa". 
Per Freud, la fantasia di Sabina consiste in un "oggetto narcisistico" in cui Sabina avrebbe potuto trasferire un'esistenza carnale del proprio destino eroico, un Ideale del suo Io. Il contrasto fantasia-realtà nella contrapposizione della figura di Sigfrido e quella della reale figlia di Sabina deve essere superato. 
Jung, contrariamente a Freud, suggerisce a Sabina di coltivare la sua fantasia e di conciliare una pacificazione tra inconscio (Sigfrido) e coscienza (Renata), tra fantasia e realtà. 
La conclusione di Jung e Sabina è che Sigfrido possa vivere nell'amore e nell'accettazione dell'inconscio. 
Dopo il ritorno di Sabina in Russia nel 1923, non c'è più documentazione delle sue lettere. I contatti con Jung si interrompono nel 1919, mentre quelli con Freud si interrompono alla vigilia della sua partenza. 
Il percorso di Sabina negli anni successivi non è chiaro perché la Società Psicoanalitica viene abolita dal regime stalinista. 
Sabina Spielrein, muore nel 1941, uccisa dai nazisti insieme alle figlie Renata e Eva durante le persecuzioni contro gli ebrei.

## Curiosità
- Il film del 2011 A Dangerous Method è ispirato alla vicenda che coinvolse Sabina Spielrein, Carl Gustav Jung e Freud.
- Il film del 2002 Prendimi l'anima tratta il rapporto tra Sabina Spielrein e Carl Gustav Jung